# Mordfall Karel Van Noppen
Koordinaten: 51° 16′ 0″ N, 4° 47′ 0″ O
Als Ermordung Karel Van Noppen wird die Tötung des belgischen Beamten Karel Van Noppen bezeichnet, der bezüglich illegaler Viehzuchtpraktiken von Landwirten und Landwirtschaftsunternehmern in Belgien ermittelte und am 20. Februar 1995 in Wechelderzande ermordet wurde. Sein Tod erregte in Folge öffentliche Aufmerksamkeit. Posthum wurde Van Noppen mit dem belgischen Prijs voor de Democratie (Preis für die Demokratie) geehrt.

## Die „Hormonmafia“
Die Beimischung von Wachstumshormonen in das Viehfutter kann den Profit pro Nutztier zwischen 10 % und 100 % erhöhen. Die Verwendung solcher Hormone wurde in der Europäischen Union bereits im Jahre 1989 verboten. Angetrieben durch die Aussicht auf den großen Profit konnte man in der Folge in der Branche das verstärkte Auftreten organisierter Kriminalität beobachten, sogenannter „Hormonmafias“. Dies war vor allem in Belgien eine Problematik, nachdem sich zahlreiche Kollegen Van Noppens Bedrohungen und schließlich sogar Mordversuchen ausgesetzt sahen.

## Der Mordfall
Am 20. Februar 1995 wurde der 43-jährige Karel Van Noppen, der damals das oben beschriebene Phänomen untersuchte, vor seiner Haustür in Wechelderzande, einem Ortsteil der Gemeinde Lille in der belgischen Provinz Antwerpen, mit drei Schüssen getötet. Die Tötung evozierte eine Welle der Entrüstung in ganz Belgien. Die allgemeine Bestürzung zeigte sich unter anderem in einer Kerzenprozession, angeführt von Karel Van Noppens Frau in Flandern, sowie in Form von lautstarken Forderungen, die Viehzucht stärker zu kontrollieren und zu regulieren.
2002 wurden Albert Barrez, Carl de Schutter und Germain Daenen aufgrund ihrer Beteiligung am Mordfall zu jeweils 25 Jahren Haft verurteilt, während ein weiterer Mann, Alex Vercauteren, eine lebenslange Freiheitsstrafe erhielt.

## Verschiedenes
Das belgische Krimidrama Bullhead basiert auf diesem Vorfall und hatte auf der Berlinale im Februar 2011 seine Festival-Premiere sowie am 2. Februar 2011 seine Kino-Premiere in Belgien. Der Film erhielt auch eine Oscar-Nominierung.